# Jean Paumart
Jean Paumart, né le 22 janvier 1583 à Beauvais et mort le 14 octobre 1648 à Neuilly-sous-Clermont, est un missionnaire français, aumônier secret de Henriette de France.

## Biographie
Fils  de Guillaume Paumart, prévôt royal d'Angy, et de Marie Le Roy (petite-fille de Charles de Feuquières et petite-nièce de Claude Gouyne), Jean Paumart est ordonné prêtre et se rend comme missionnaire au Canada.
Rentré en France, il accompagne Henriette de France en Angleterre comme aumônier secret en 1625.
À la requête de Mgr Pothier, évêque de Beauvais, Paumard rentre dans son diocèse. Il y meurt en 1648 en assistant les pestiférés à la suite d'une épidémie s'étant abattue sur Neuilly-sous-Clermont.
Il existerait un récit de voyage en Amérique de Jean Paumart dans les collections privées Borel de Brétizel conservées au château du Vieux-Rouen.
Il est l'oncle et le parrain de Jean-Marie Ricard.

## Ouvrages
- Un récit de voyage en Amérique

## Sources
- « Dictionnaire biographique du Canada »
- Régis Roy, « Jean Paumart », BRH, XXVIII (1922)
- « Nova Francia » (1967)
- Notice dans un dictionnaire ou une encyclopédie généraliste :   - Dictionnaire biographique du Canada